# Norman Mozzato
Norman Paolo Mozzato (Tripoli, 17 marzo 1940) è un attore e doppiatore italiano, nipote dell'attore Umberto Mozzato.

## Biografia
Si è diplomato all'Istituto Nazionale di Stato per la cinematografia di Mosca in regia e recitazione, nel corso diretto da Michail Il'ič Romm, maestro di molti grandi registi russi (Andrej Tarkovskij, Andrej Končalovskij, Viktor Titov, ecc.).
Ha frequentato pure la scuola di recitazione del Teatro Stabile di Torino, quando era diretta da Gianfranco de Bosio. Ha partecipato per un anno agli spettacoli prodotti dal teatro torinese come attore. Si è poi dedicato prevalentemente al doppiaggio.
Traduce dal russo nel 1992 La fionda di Nikolaj Koljada per il regista Roma Viktjuk, opera teatrale messinscena al Nazionale di Milano.
Fra i suoi film più recenti si posso elencare La polvere del tempo, regia di Theo Angelopoulos, nel 2008, ma precedentemente fu sia attore che suo assistente di regia per Alessandro il Grande (1980); in Italia ha partecipato nel 2006 al fim Commediasexi, regia di Alessandro D'Alatri ed è nel cast di Rosso come il cielo del 2007. Il suo ruolo più recente è l'interpretazione del Prete per Veleni, regia di Nadia Baldi, proposto al grande schermo nel 2017.

## Filmografia

### Regista
- Strana storia del dottor White e del signor Black – film TV (1975)
- Sulla strada per Dotsiko (фільм) – film TV (1980)

### Aiuto Regia
- Nostalghia, regia di Andrej Tarkovskij (1983)

### Attore

#### Cinema
- Alessandro il Grande, regia di Theo Angelopoulos (1980)
- Malamore, regia di Eriprando Visconti (1982)
- Nostalghia, regia di Andrej Tarkovskij (1983)
- Giulia e Giulia, regia di Peter Del Monte (1987)
- Il ritorno di Cagliostro, regia di Daniele Ciprì e Franco Maresco (2003)
- L'odore del sangue, regia di Mario Martone (2004)
- Rosso come il cielo, regia di Cristiano Bortone (2007)
- Commediasexi, regia di Alessandro D'Alatri (2006)
- La polvere del tempo, regia di Theo Angelopoulos (2008)
- Il mio paese (Meu País), regia di André Ristum (2011)
- Veleni, regia di Nadia Baldi (2017)

#### Televisione
- Il commissario – serie TV (2002)
- Un caso di coscienza 2, regia di Luigi Perelli – serie TV (2003)
- Orgoglio 2, regia di Vittorio De Sisti e Giorgio Serafini – serie TV (2004)
- Distretto di Polizia – serie TV, episodio 7x13 (2007)
- Aldo Moro - Il presidente, regia di Gianluca Maria Tavarelli – miniserie TV (2007, in onda nel 2008)
- Crimini bianchi, regia di Alberto Ferrari – serie TV (2008)
- Imbalsamatori, regia di Nicola Prosatore – puntata pilota TV (Sky, 2008)
- Boris, regia di Davide Marengo – serie TV, 5 episodi (2010)
- Romanzo criminale - La serie – serie TV, episodio 2x04 (2007)
- L'ultimo papa re, regia di Luca Manfredi – miniserie TV (2013)

#### Prosa radiofonica Rai
- Billy Budd di Hermann Melville, regia di Ida Bassignano, 27 puntate, trasmessa dal 17 al 29 giugno 1998 su Rai Radio 3 per il ciclo Nel mare del fantastico del programma radiofonico Lampi d'estate[5]
- D'Artagnan senior ne I tre moschettieri di Alessandro Dumas padre, regia di Marco Parodi, 30 puntate, trasmessa dal 2 febbraio al 27 febbraio 2004 su Rai Radio 2

### Sceneggiatore
- Saturnino Farandola – miniserie TV (1977)
- Sulla strada per Dotsiko – film TV  (1980)

## Doppiaggio

### Cinema
- Bryan Cranston in Fredda è la notte
- Tomas Hnevsa in Target - Scuola omicidi
- Rade Šerbedžija in Snatch - Lo strappo
- Damir Andrei in Codice Homer - A different loyalty
- Jan Pavel Filipensky in xXx
- Günther Kaufmann in Querelle de Brest
- Anatoli Davydov in Assassins
- Nikolai Chindjaikin in Gli occhi del testimone
- Michael Sundin, Tim Rose e Sean Barrett in Nel fantastico mondo di Oz
- Jack Wallace in Edmond
- Computer della casa Atreides in Dune
- John Vernon in Killer Klowns from Outer Space
- Roshan Seth in Vertical Limit

### Televisione
- Jonathan Cecil in Agatha Christie: 13 a tavola, Agatha Christie: Caccia al delitto, Agatha Christie: Delitto in tre atti
- Doug McClure in Cose dell'altro mondo
- Eugenio Cobo in Natalie
- Alfredo Sevilla in Il cammino segreto
- Dietrich Hollinderbäumer in Un milionario per mamma
- Bosco Puletic ne Il commissario Nardone

### Animazione
- Raoul in Ken il guerriero
- Zambazir in Vultus 5
- Kingpin in Spider-Man - L'Uomo Ragno
- God Haid in Laserion
- Dottor Inferno (2ª voce) in Mazinga Z

### Film d'animazione
- Narratore in Nausicaä della Valle del Vento (1ª edizione)
- Poseidon in Arion
- Finnis Everglot in La sposa cadavere
- Triter in Capitan Harlock - L'Arcadia della mia giovinezza (ridoppiaggio 2014)
- Orion in Avengers Confidential: La Vedova Nera & Punisher
- Ryuken, narratore (1ª voce) in Ken il guerriero (ridoppiaggio 2024)

### Videogiochi
- Narratore e anziano in UFO Robot Goldrake: Il banchetto dei lupi[6]

### Audiobook
- Rocco Loschiavo, La Dama ed il Liocorno  (con Beatrice Margiotti), Ars Gratia Artis.
- Corrado Augias, I segreti di Istanbul. Storie, luoghi e leggende di una capitale, Einaudi, 2017.